# Rövidpályás gyorskorcsolya az 1992. évi téli olimpiai játékokon
Az 1992. évi téli olimpiai játékokon a rövidpályás gyorskorcsolya versenyszámait az Albertville-i Halle Olympique-ban rendezték február 20. és 22. között. A férfiaknak és a nőknek egyaránt 2–2 versenyszámban osztottak érmeket. Magyarországot két sportoló képviselte.
A sportág először szerepelt a téli olimpia hivatalos programjában. 1988-ban bemutató sportágként szerepelt.

## Éremtáblázat
(A rendező nemzet csapata eltérő háttérszínnel, az egyes számoszlopok legmagasabb értéke, vagy értékei vastagítással kiemelve.)
| Az 1992. évi téli olimpiai játékok éremtáblázata rövidpályás gyorskorcsolyában | Az 1992. évi téli olimpiai játékok éremtáblázata rövidpályás gyorskorcsolyában | Az 1992. évi téli olimpiai játékok éremtáblázata rövidpályás gyorskorcsolyában | Az 1992. évi téli olimpiai játékok éremtáblázata rövidpályás gyorskorcsolyában | Az 1992. évi téli olimpiai játékok éremtáblázata rövidpályás gyorskorcsolyában | Olimpia  |
| ------------------------------------------------------------------------------ | ------------------------------------------------------------------------------ | ------------------------------------------------------------------------------ | ------------------------------------------------------------------------------ | ------------------------------------------------------------------------------ | -------- |
|                                                                                | Ország                                                                         | Arany                                                                          | Ezüst                                                                          | Bronz                                                                          | Összesen |
| 1.                                                                             | Dél-Korea (KOR)                                                                | 2                                                                              | 0                                                                              | 1                                                                              | 3        |
| 2.                                                                             | Kanada (CAN)                                                                   | 1                                                                              | 2                                                                              | 0                                                                              | 3        |
| 3.                                                                             | Egyesült Államok (USA)                                                         | 1                                                                              | 1                                                                              | 0                                                                              | 2        |
|                                                                                |                                                                                |                                                                                |                                                                                |                                                                                |          |
| 4.                                                                             | Kína (CHN)                                                                     | 0                                                                              | 1                                                                              | 0                                                                              | 1        |
|                                                                                |                                                                                |                                                                                |                                                                                |                                                                                |          |
| 5.                                                                             | Egyesített Csapat (EUN)                                                        | 0                                                                              | 0                                                                              | 1                                                                              | 1        |
| 5.                                                                             | Japán (JPN)                                                                    | 0                                                                              | 0                                                                              | 1                                                                              | 1        |
| 5.                                                                             | Észak-Korea (PRK)                                                              | 0                                                                              | 0                                                                              | 1                                                                              | 1        |
|                                                                                |                                                                                |                                                                                |                                                                                |                                                                                |          |
| Összesen                                                                       | Összesen                                                                       | 4                                                                              | 4                                                                              | 4                                                                              | 12       |

## Érmesek
A rövidítések jelentése a következő:
- WR: világrekord

### Férfi
| Az 1992. évi téli olimpiai játékok érmesei férfi rövidpályás gyorskorcsolyában |                                                                        |            | |         |                                                                                         |         |
| Versenyszám                                                                    | Arany                                                                  | Arany      | Ezüst                                                                                                   | Ezüst   | Bronz                                                                                   | Bronz   |
| 1000 méter                                                                     | Kim Ki-Hoon · Dél-Korea (KOR)                                          | 1:30,76    | Frédéric Blackbum · Kanada (CAN)                                                                        | 1:31,11 | Lee Joon-Ho · Dél-Korea (KOR)                                                           | 1:31,16 |
| 5000 méteres váltó                                                             | Dél-Korea (KOR) · Kim Ki-Hoon · Lee Joon-Ho · Mo Ji-Soo · Song Jae-Kun | 7:14,02 WR | Kanada (CAN) · Frédéric Blackburn · Laurent Daignault · Michel Daignault · Sylvain Gagnon · Mark Lackie | 7:14,06 | Japán (JPN) · Yuichi Akasaka · Tatsuyoshi Ishihara · Toshinobu Kawai · Tsutomu Kawasaki | 7:18,18 |

### Női
| Az 1992. évi téli olimpiai játékok érmesei női rövidpályás gyorskorcsolyában |                                                                                    |         |                                                                                          |         | |         |
| Versenyszám                                                                  | Arany                                                                              | Arany   | Ezüst                                                                                    | Ezüst   | Bronz                                                                                                  | Bronz   |
| 500 méter                                                                    | Carhy Turner · Egyesült Államok (USA)                                              | 47,04   | Li Jen · Kína (CHN)                                                                      | 47,08   | Hvang Okszil · Észak-Korea (PRK)                                                                       | 47,23   |
| 3000 méteres váltó                                                           | Kanada (CAN) · Angela Cutrone · Sylvie Daigle · Nathalie Lambert · Annie Perreault | 4:36,62 | Egyesült Államok (USA) · Darcie Dohnal · Amy Peterson · Cathy Turner · Nikki Ziegelmeyer | 4:37,85 | Egyesített Csapat (EUN) · Julija Allagulova · Natalja Iszakova · Viktorija Troickaja · Julija Vlaszova | 4:42,69 |

## Magyar szereplés
| Versenyző        | Versenyszám  | Helyezés |
| ---------------- | ------------ | -------- |
| Kun Bálint Tibor | Férfi 1000 m | 25.      |
| Kaszala Tamara   | Női 500 m    | 24.      |